# Erioptera (Mesocyphona) minuta
Erioptera (Mesocyphona) minuta is een tweevleugelige uit de familie steltmuggen (Limoniidae). De soort komt voor in het Palearctisch gebied.